# Équipe d'Italie féminine de volley-ball
L'équipe d'Italie féminine de volley-ball est composée des meilleures joueuses italiennes sélectionnées par la Fédération italienne de volley-ball (FIPAV). Elle est classée au 2e rang de la Fédération internationale de volley-ball au 16 octobre 2022.

## Palmarès et parcours

### Palmarès
- Jeux olympiques (1) :
  - Vainqueur : 2024
- Coupe du monde (2) :
  - Vainqueur : 2007, 2011
- Championnat du monde (1) :
  - Vainqueur : 2002
  - Finaliste : 2018
  - Troisième : 2022
- Championnat d'Europe (2) :
  - Vainqueur : 2007, 2009, 2021
  - Finaliste : 2005, 2001
  - Troisième : 1989, 1999, 2019
- Grand Prix mondial :
  - Finaliste : 2004, 2005, 2017

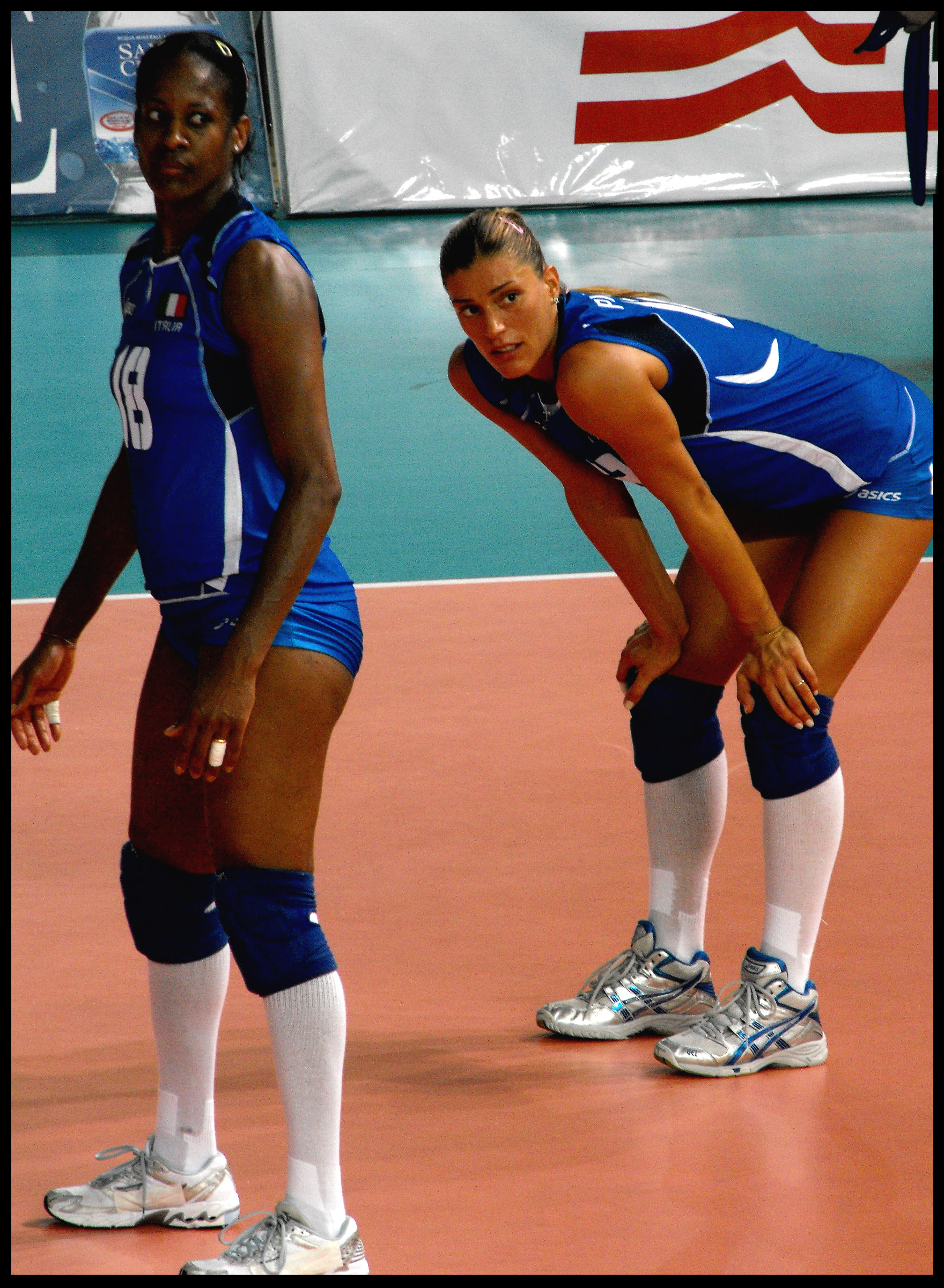
Taismary Agüero et Francesca Piccinini

  - Troisième : 2006, 2007, 2008, 2010
- Ligue des nations (1)
  - Vainqueur : 2022
- World Grand Champions (1) :
  - Vainqueur : 2009
- Jeux méditerranéens (6) :
  - Vainqueur : 1979, 1983, 1991, 1997, 2001, 2009. 2013
  - Finaliste : 1975.

### Parcours

#### Jeux Olympiques

Jenny Barazza, Simona Rinieri et Francesca Piccinini

| - 1964 : non qualifiée - 1968 : non qualifiée - 1972 : non qualifiée - 1976 : non qualifiée - 1980 : non qualifiée - 1984 : non qualifiée - 1988 : non qualifiée - 1992 : non qualifiée - 1996 : non qualifiée - 2000 : 9e | - 2004 : 5e - 2008 : 5e - 2012 : 5e - 2016 : 9e - 2020 : 6e - 2024 : Vainqueur |

#### Championnats du monde

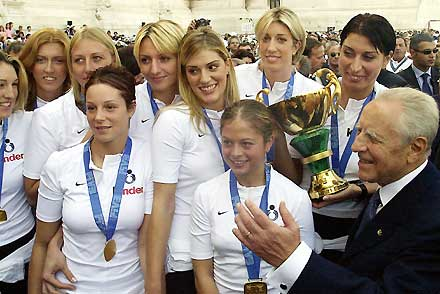
L'Équipe d'Italie de volleyball féminin championne du monde en 2002

| - 1952 : non participante - 1956 : non participante - 1960 : non qualifiée - 1962 : non qualifiée - 1967 : non qualifiée - 1970 : non qualifiée - 1974 : non qualifiée - 1978 : 20e - 1982 : 15e - 1986 : 9e | - 1990 : 10e - 1994 : 14e - 1998 : 5e - 2002 : Vainqueur - 2006 : 4e - 2010 : 5e - 2014 : 4e - 2018 : Finaliste - 2022 : 3e |

#### Championnats d'Europe
| - 1949 : non participante - 1950 : non participante - 1951 : 5e - 1955 : non qualifiée - 1958 : non qualifiée - 1963 : non qualifiée - 1967 : 10e - 1971 : 8e - 1975 : 9e - 1977 : 11e | - 1979 : non qualifiée - 1981 : 8e - 1983 : 7e - 1985 : 5e - 1987 : 6e - 1989 : 3e - 1991 : 4e - 1993 : 4e - 1995 : 6e - 1997 : 5e | - 1999 : 3e - 2001 : Finaliste - 2003 : 6e - 2005 : Finaliste - 2007 : Vainqueur - 2009 : Vainqueur - 2011 : 4e - 2013 : 6e - 2015 : 7e - 2017 : 5e | - 2019 : 3e - 2021 : Vainqueur - 2023 : 4e |

#### Grand Prix mondial
| - 1993 : non qualifiée - 1994 : 8e - 1995 : non qualifiée - 1996 : non qualifiée - 1997 : 7e - 1998 : 5e - 1999 : 4e - 2000 : 7e - 2001 : non qualifiée - 2002 : non qualifiée | - 2003 : 5e - 2004 : Finaliste - 2005 : Finaliste - 2006 : 3e - 2007 : 3e - 2008 : 3e - 2009 : non qualifiée - 2010 : 3e - 2011 : 7e - 2012 : 10e | - 2013 : 5e - 2014 : 10e - 2015 : 5e - 2016 : 8e - 2017 : Finaliste |

#### Ligue des nations
| - 2018 : 7e - 2019 : 5e - 2021 : 12e - 2022 : Vainqueur - 2023 : 6e - 2025: vainqueur |

#### Coupe du monde
| - 1973 : non qualifiée - 1977 : non qualifiée - 1981 : non qualifiée - 1985 : non qualifiée - 1989 : non qualifiée - 1991 : non qualifiée - 1995 : non qualifiée - 1999 : 7e - 2003 : 4e - 2007 : Vainqueur | - 2011 : Vainqueur - 2015 : non qualifiée - 2019 : non qualifiée |

#### World Grand Champions Cup
| - 1997 : non qualifiée - 2001 : non qualifiée - 2005 : non qualifiée - 2009 : Vainqueur - 2013 : non qualifiée - 2017 : non qualifiée |

## Joueurs et personnalités de la sélection

### Sélectionneurs
- Gheorghe Constantinescu

- 1980-1985 :  Antonio Giacobbe
- 1998-2000 :  Angelo Frigoni
- 2001-2006 :  Marco Bonitta
- 2006-2012 :  Massimo Barbolini
- 2013 :  Marco Mencarelli
- 2014-2016 :  Cristiano Lucchi
- 2017-2023 :  Davide Mazzanti
- 2023- :   Julio Velasco

### Sélection actuelle (2024)
Effectif retenu pour la Ligue des nations 2024.
| No                         | Nom                        | Date de naissance          | Taille | Poids | Poste                        | Club                         |
| -------------------------- | -------------------------- | -------------------------- | ------ | ----- | ---------------------------- | ---------------------------- |
| 2                          | Alice Degradi              | 10 avril 1996              | 182    | 75    | Réceptionneuse-attaquante    | Megabox Vallefoglia          |
| 3                          | Carlotta Cambi             | 28 mai 1996                | 177    | 67    | Passeuse                     | Pallavolo Pinerolo           |
| 4                          | Francesca Bosio            | 7 août 1997                | 179    | 78    | Passeuse                     | AGIL Novare                  |
| 5                          | Ilaria Spirito             | 20 février 1994            | 174    | 56    | Libero                       | Chieri '76 Volleyball        |
| 7                          | Eleonora Fersino           | 24 janvier 2000            | 169    | 60    | Libero                       | AGIL Novare                  |
| 9                          | Caterina Bosetti           | 2 février 1994             | 180    | 62    | Réceptionneuse-attaquante    | AGIL Novare                  |
| 10                         | Linda Nwakalor             | 17 septembre 2002          | 186    | 70    | Centrale                     | Pallavolo Scandicci          |
| 11                         | Anna Danesi                | 20 avril 1996              | 196    | 75    | Centrale                     | AGIL Novare                  |
| 13                         | Sara Bonifacio             | 3 juillet 1996             | 186    | 72    | Centrale                     | AGIL Novare                  |
| 16                         | Stella Nervini             | 10 septembre 2003          | 184    | 68    | Réceptionneuse-attaquante    | Volley Bergame               |
| 21                         | Loveth Omoruyi             | 25 août 2002               | 184    | 75    | Réceptionneuse-attaquante    | Chieri '76 Volleyball        |
| 22                         | Camilla Mingardi           | 19 octobre 1997            | 182    | 84    | Réceptionneuse-attaquante    | Megabox Vallefoglia          |
| 24                         | Ekaterina Antropova        | 19 mars 2003               | 202    | 70    | Attaquante                   | Pallavolo Scandicci          |
| 25                         | Yasmina Akrari             | 31 août 1993               | 186    | -     | Centrale                     | Pallavolo Pinerolo           |
|                            |                            |                            |        |       |                              |                              |
| Encadrement technique      | Encadrement technique      |                            |        |       | Légende                      | Légende                      |
| Entraîneur : Julio Velasco | Entraîneur : Julio Velasco | Entraîneur : Julio Velasco |        |       | : Capitaine                  | : Capitaine                  |
| Entraîneur(s) adjoint(s) : | Entraîneur(s) adjoint(s) : | Entraîneur(s) adjoint(s) : |        |       | : Joueur blessé actuellement | : Joueur blessé actuellement |

## Galerie

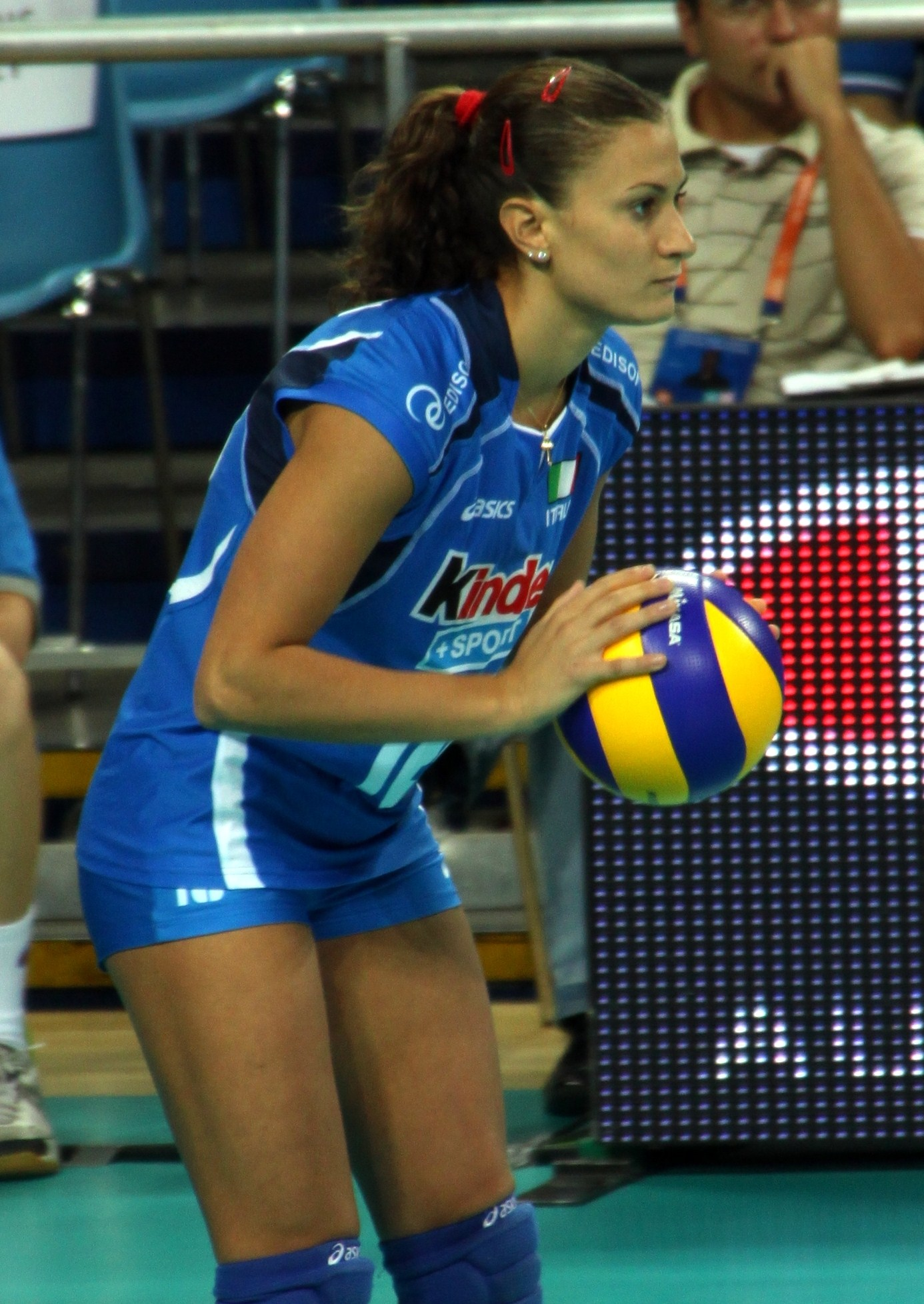
Lucia Bosetti
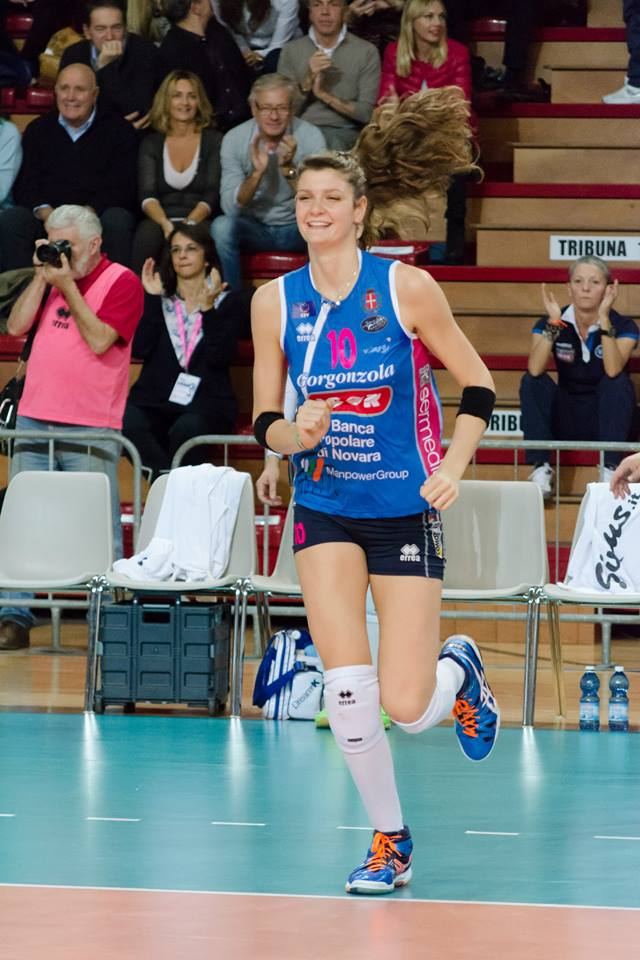
Cristina Chirichella
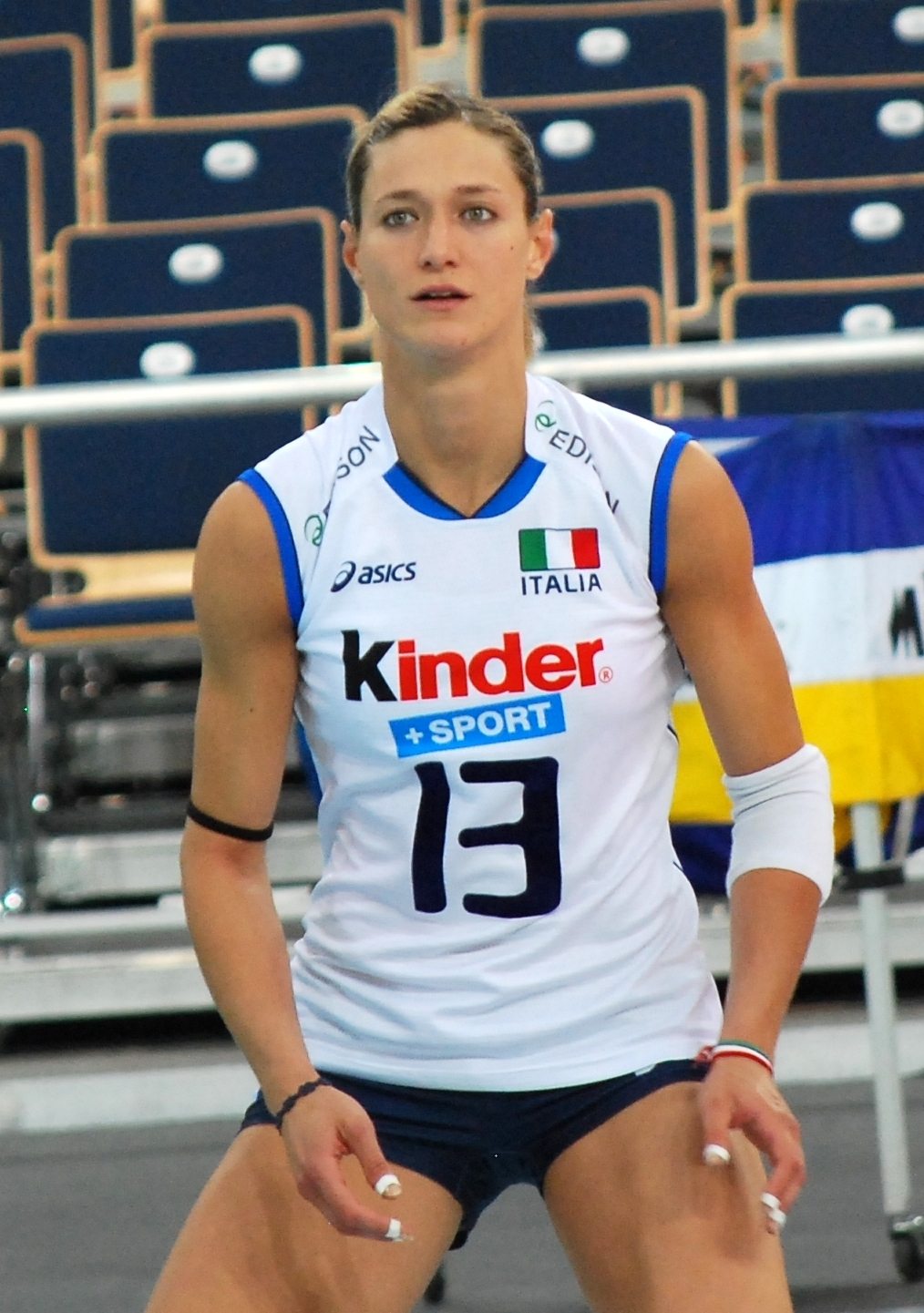
Valentina Arrighetti
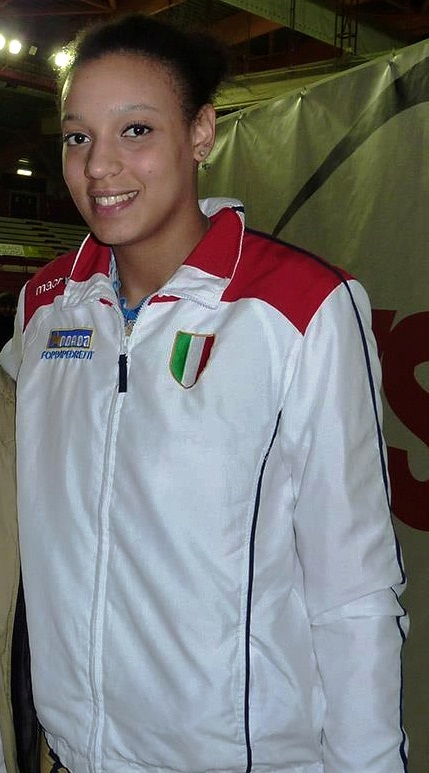
Valentina Diouf
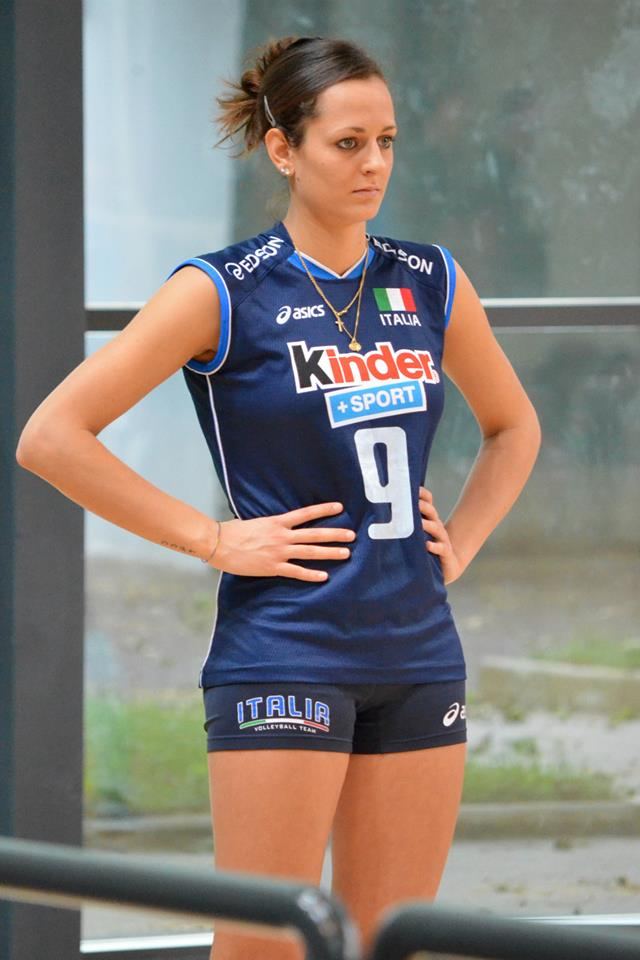
Caterina Bosetti
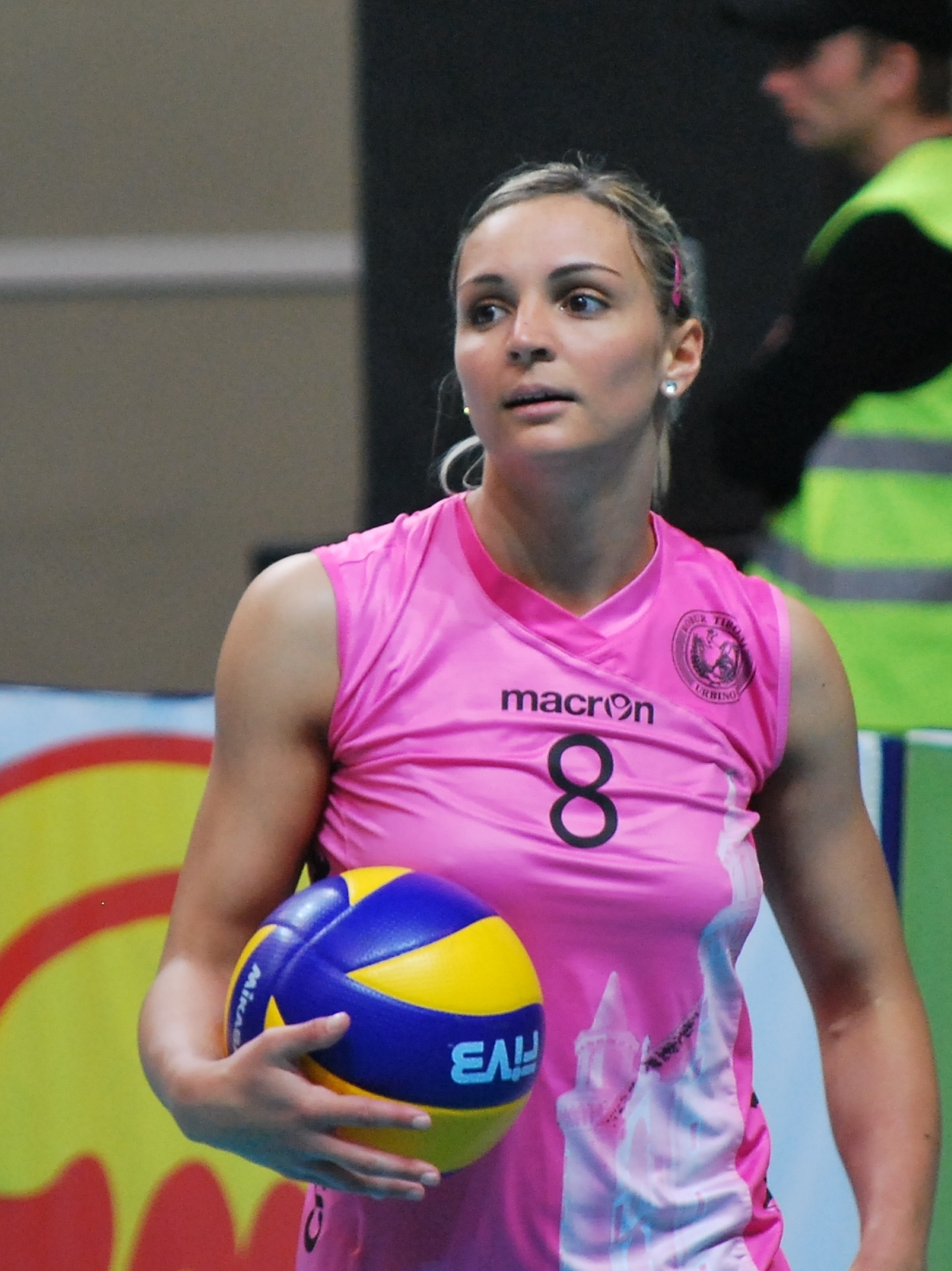
Giulia Leonardi
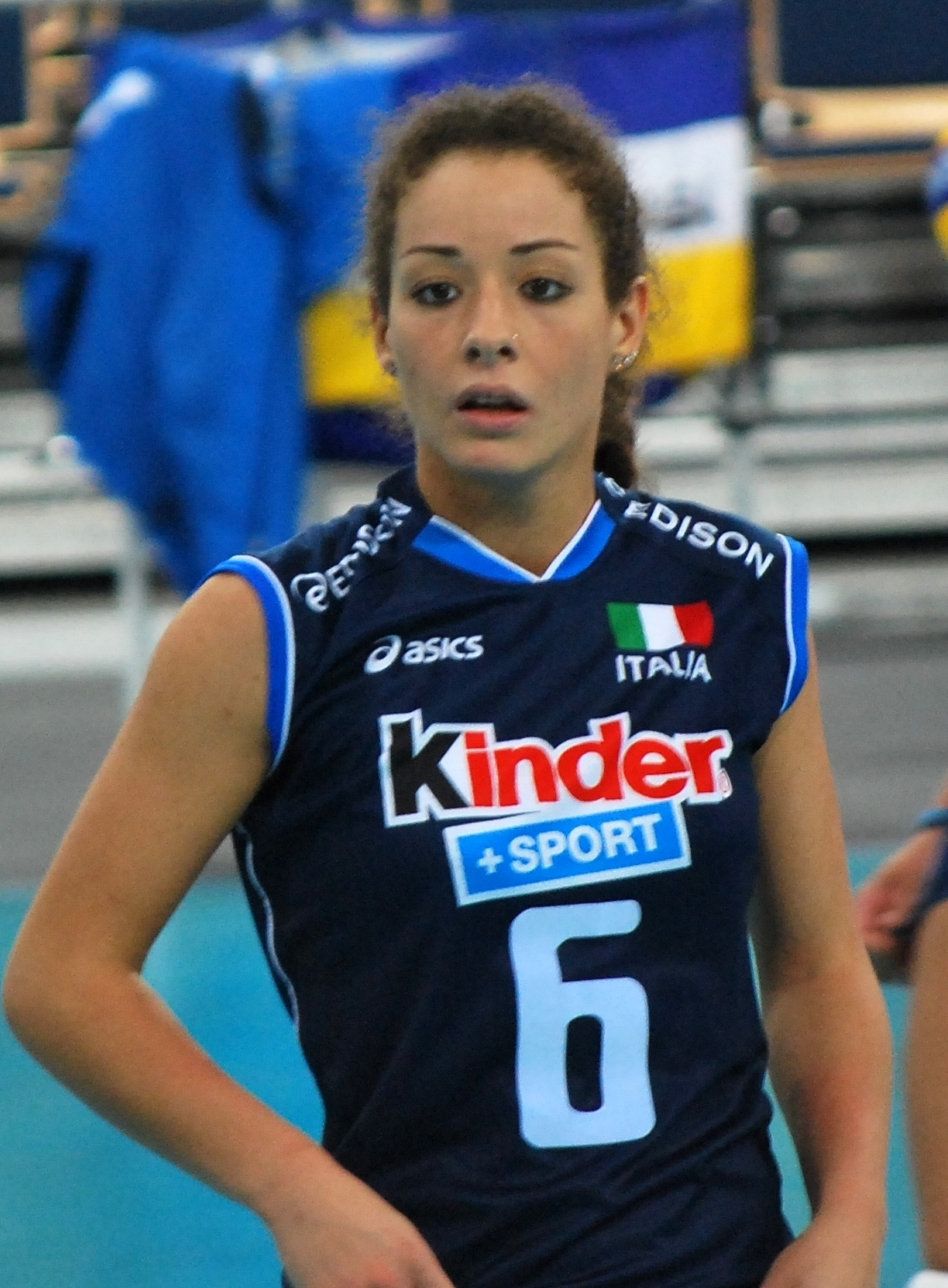
Monica De Gennaro
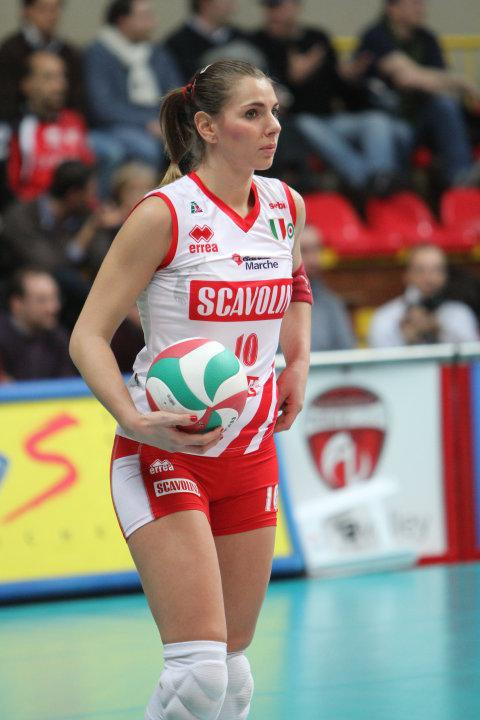
Francesca Ferretti
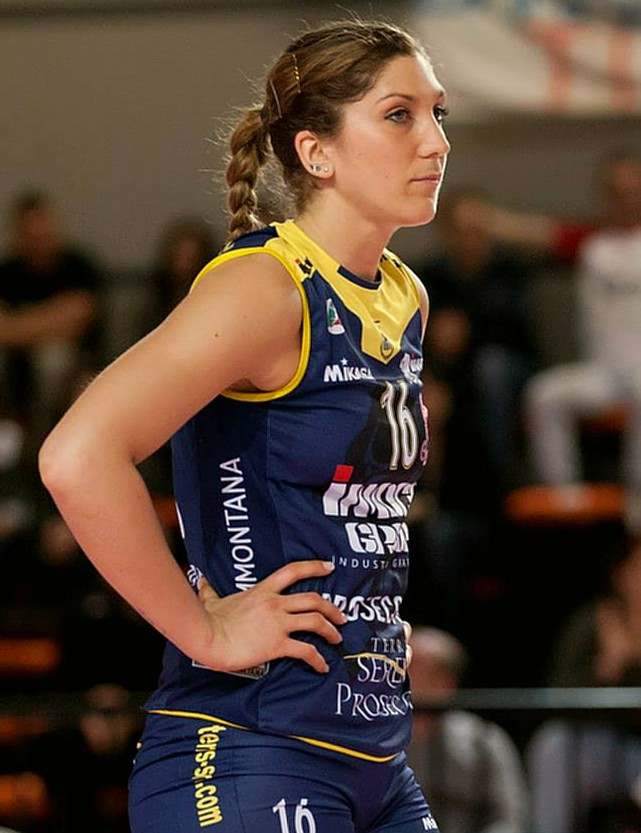
Cristina Barcellini
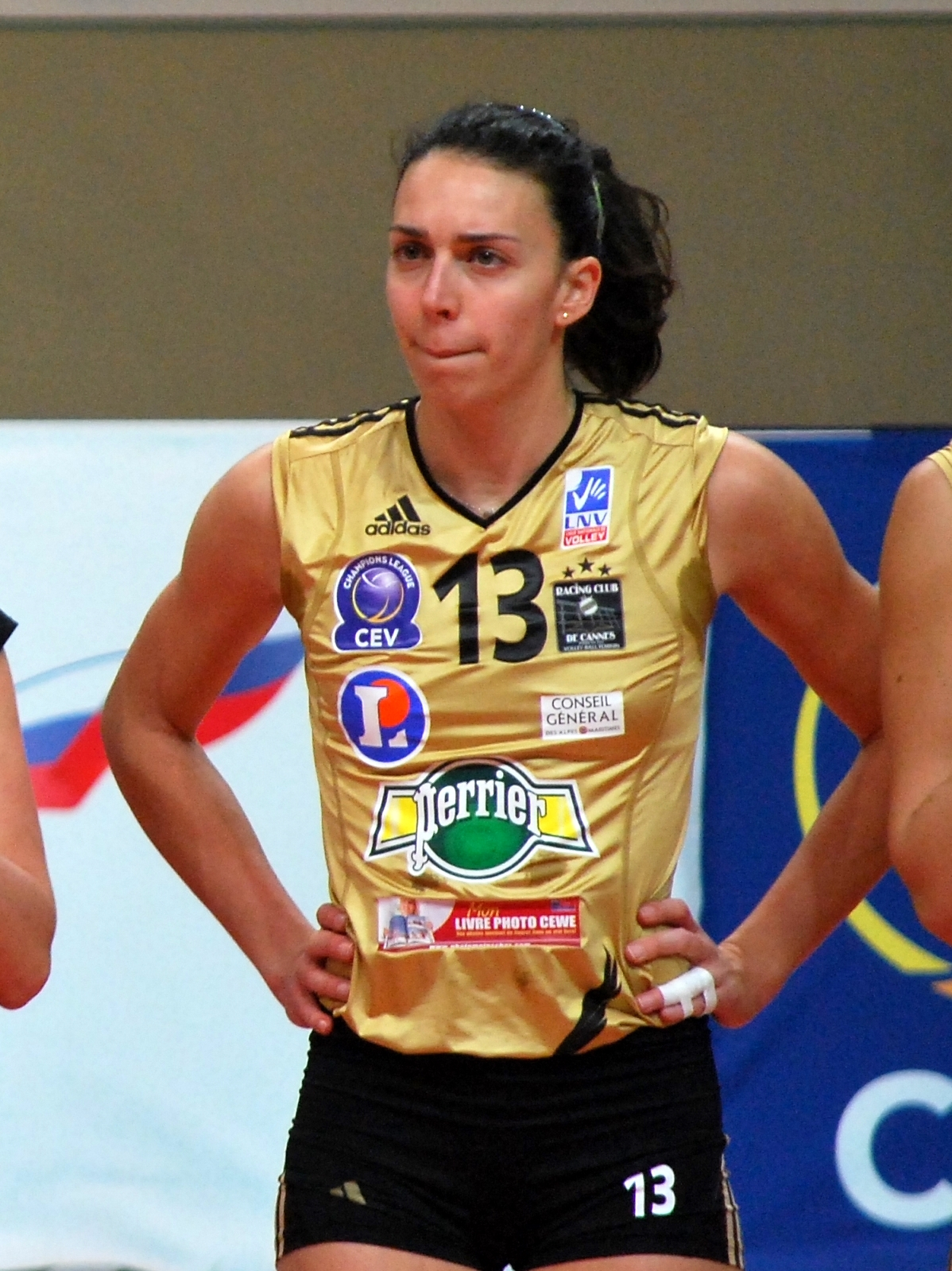
Nadia Centoni
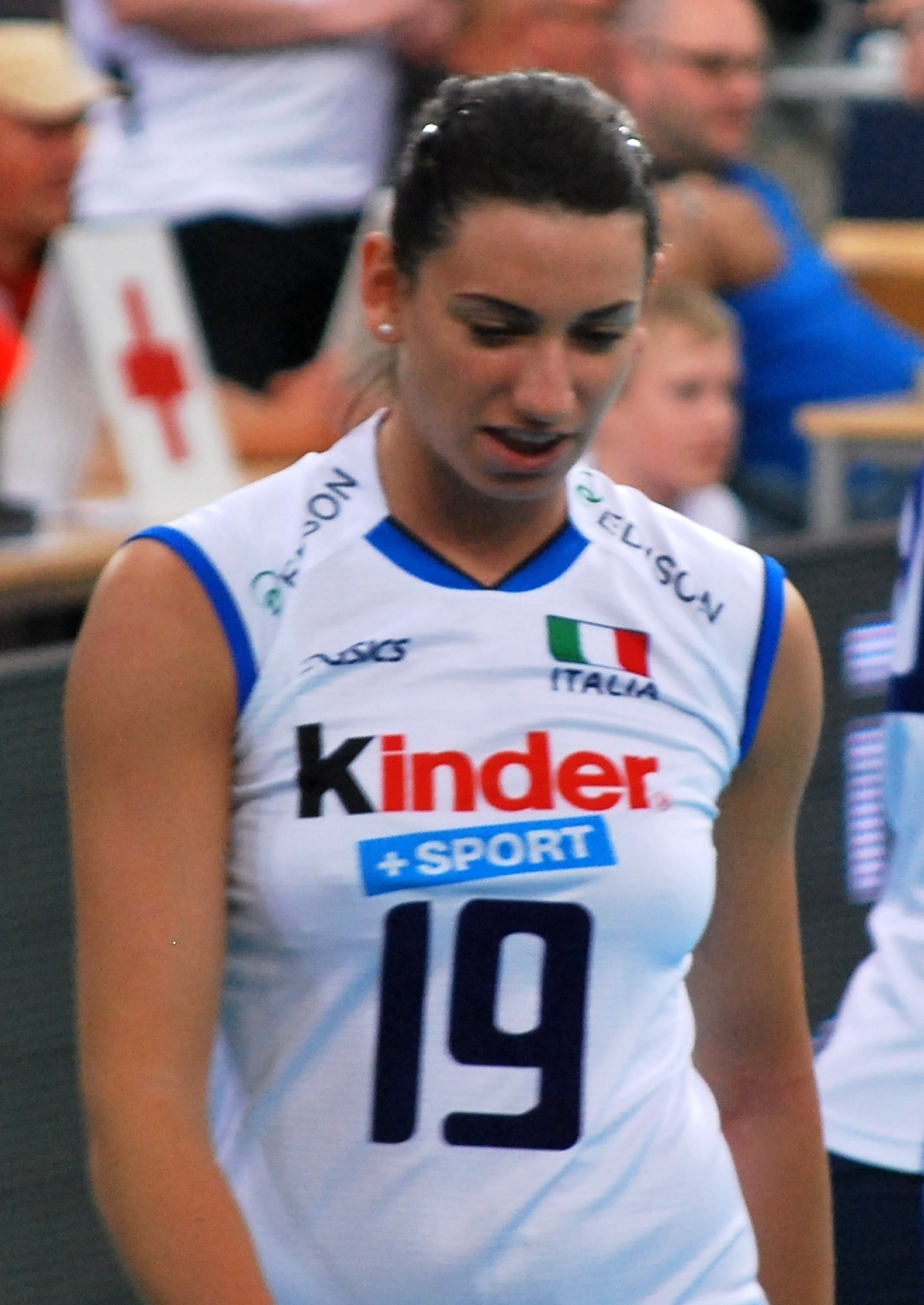
Raphaela Folie
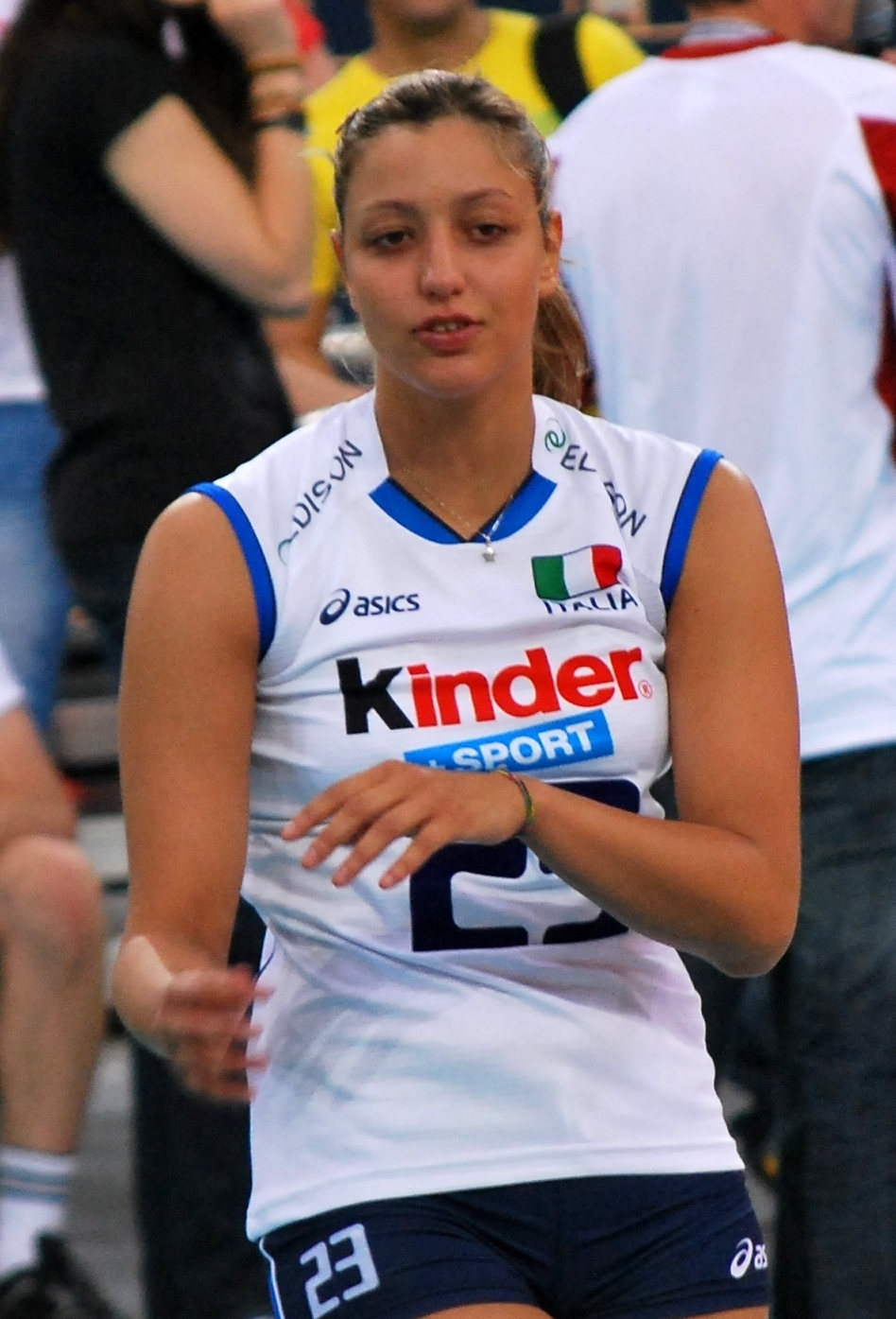
Noemi Signorile
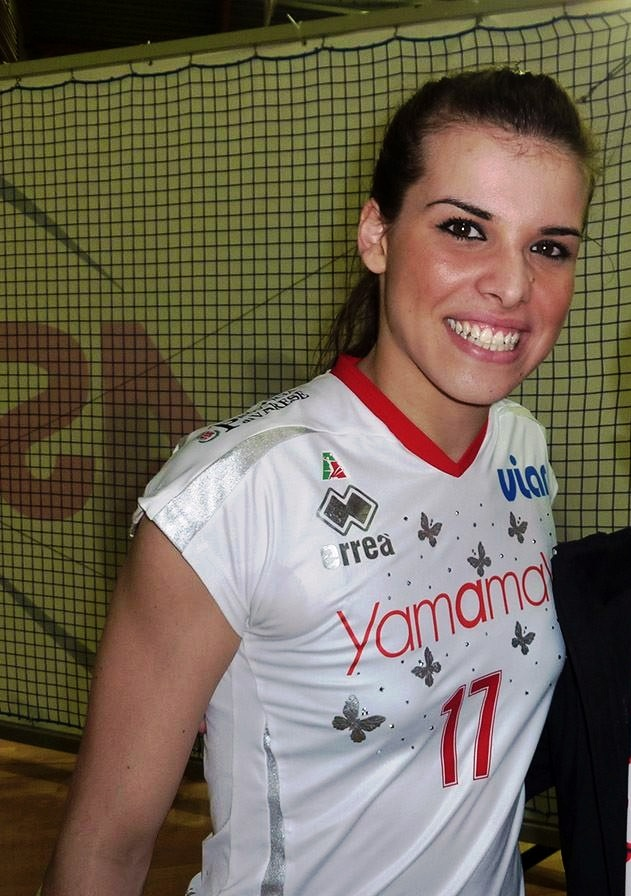
Giulia Pisani
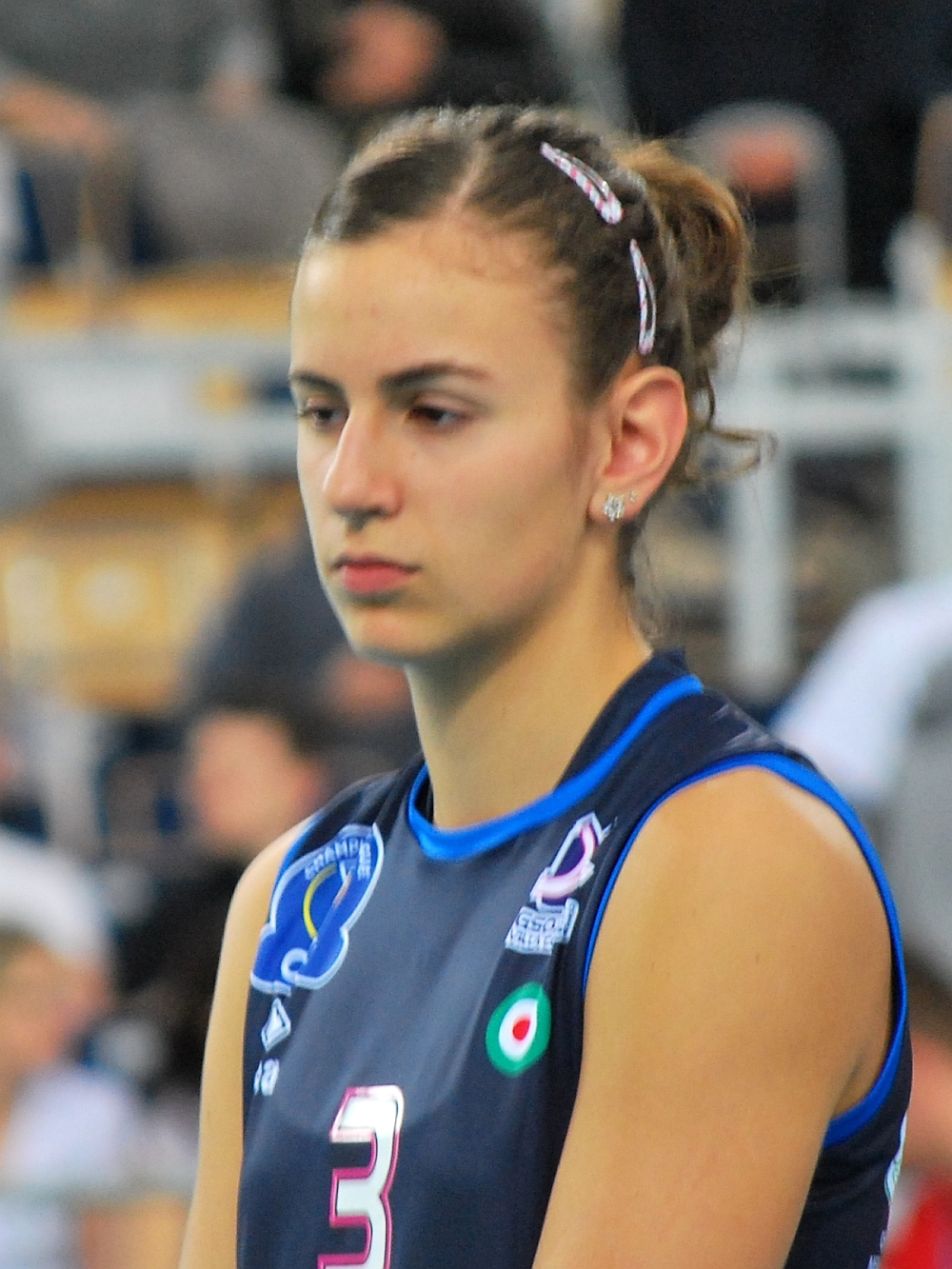
Elena Perinelli
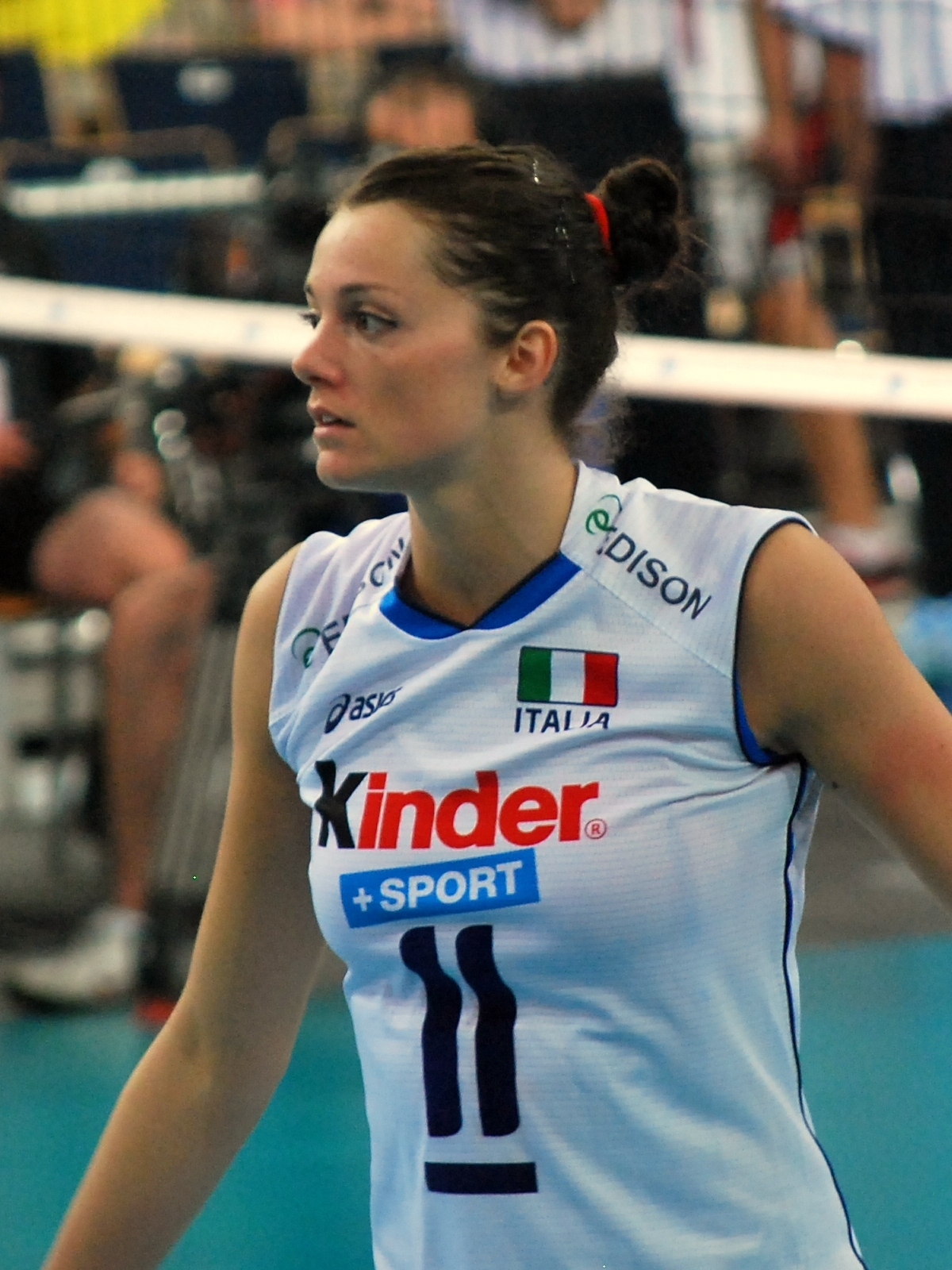
Serena Ortolani